# Пуниу (река)
Пуниу (англ. Puniu) — река в регионе Уаикато на Северном острове Новой Зеландии, приток Уаипа бассейна Уаикато.

## География
Протяжённость реки — 57 км. Берёт начало от источников в лесном парке Пуреора на высоте 686 м над уровнем моря. Река течёт на север, затем отклоняется на северо-запад протекает к югу от городов Кихикихи и Те Авамуту. Является правым притоком Уаипа, в которую впадает в 3 км к югу от Пиронгии на высоте 30 м над уровнем моря. Самый крупный приток Уаипы и один из наиболее крупных вторичных притоков в Новой Зеландии.

## Геология
Около половины пути от истоков на краю хребта Рангитото река Пуниу проходит через глубокие долины и ущелья, образованные от верхней юры до нижнего мела грауваккой манаийской группы (форма песчаника, с небольшими или нулевыми подстилающими слоями, мелкие или среднезернистые, сросшиеся с алевролитом и конгломератом, и со многими кварцевыми прожилками), которая погребена во многих местах под четвертичными игнимбритами. Основным игнимбритом является онгатитская формация толщиной до 150 м, составная, слабо или сильно сплавленная, включающая пемзу, андезитовую и риолитовую лавы. В нескольких местах река протекает по склонам, покрытым блоками игнимбрита, где граувакка исчезла в результате эрозии.
В низовьях река извивается над аллювием и коллювием до впадения в Уаипу. Первоначально это в основном подгруппа позднего четвертичного пиако, которая включает аллювий верхнего плейстоцена и небольшие отложения от неконсолидированных до очень мягких, от тонких до густо залегающих, от жёлто-серых до оранжево-коричневых, пемовых, иловых, песчаных, илистых и гравийных, с местным грязевый торфом. Ближе к устью река протекает в основном по голоценовой пойме, где аллювий и коллювий состоят из разноцветного неуплотненного песка, ила, грязи, глины, местного гравия и тонкого интеркалированного (форма залегания, где отдельные месторождения в непосредственной близости мигрируют назад и далее) торфяника.